# Panesthia australis
Panesthia australis es una especie de cucaracha del género Panesthia, familia Blaberidae.

## Distribución
Esta especie se encuentra en Australia (Victoria, Nueva Gales del Sur).

## Descripción
Panesthia australis se caracteriza por su coloración oscuro, lo que le permite camuflarse eficazmente en su entorno natural. Tiene un cuerpo robusto y aplanado, adaptado para vivir bajo la hojarasca o dentro de troncos en descomposición.

## Hábitat
El hábitat de Panesthia australis incluye bosques húmedos, zonas boscosas y áreas con abundante material vegetal en descomposición, donde puede encontrar refugio y alimento. Prefiere ambientes con alta humedad y temperaturas moderadas.

## Alimentación
Esta especie es omnívora, pero tiene una fuerte tendencia hacia la alimentación detritívora. Se alimenta principalmente de materia orgánica en descomposición, incluyendo hojas, madera y frutas caídas.

## Comportamiento
Panesthia australis es una especie nocturna, más activa durante las horas de oscuridad. Durante el día, se esconde bajo la hojarasca o dentro de troncos. Es conocida por su capacidad de resistir condiciones adversas y por su longevidad.

## Conservación
Aunque no se considera una especie en peligro, la conservación de su hábitat natural es crucial para mantener las poblaciones de Panesthia australis. La degradación del hábitat por actividades humanas, como la deforestación y la urbanización, representa una amenaza para su supervivencia.